# Lucía Pérez
Lucía Pérez Vizcaíno (Goó, Incio, Lugo, 5 de julio de 1985) es una cantante española. Representó a España en el Festival de la Canción de Eurovisión 2011, en Düsseldorf (Alemania), con el tema «Que me quiten lo bailao», siendo la primera gallega en hacerlo.

## Carrera
Estudió Magisterio musical en la Universidad de Oviedo y posteriormente se matriculó en Pedagogía. En 2002 ganó el concurso de la TVG Canteira de Cantareiros del programa Luar dirigido a cantantes aficionados. La joven permaneció siete semanas sin que ningún otro de los artistas participantes la derrotase en las votaciones, hasta que se convirtió en la ganadora absoluta al vencer en la final a Alberto Cunha. Al año siguiente publicó su primer álbum Amores y amores, que fue certificado con el disco de oro Gallego al alcanzar una cifra de ventas proporcional al disco de oro nacional.
En la Navidad de 2004 se reeditó el disco con dos temas nuevos, Queda mucha vida (himno de la Asociación Española contra el cáncer e interpretada a dúo con Chema Purón) y Torres de Compostela con motivo del Xacobeo. 
Participó en la edición de 2006 del Festival de la Canción de Viña del Mar (Chile), donde quedó en segunda posición de la Competencia Internacional con la canción Qué haría contigo. Los medios de comunicación chilenos alaban de forma unánime la interpretación de Lucía y las radios difunden la canción asiduamente.
En 2006 llevó a cabo su segundo viaje a Chile y Argentina, actuando entre otras ciudades en Valparaíso, Viña, Santiago de Chile, Buenos Aires y Rosario.
Su álbum Volar por los tejados se publicó de forma simultánea en España y Chile, e incluye una versión en español del famoso tema de Carla Bruni Quelq’un m’a dit, titulada Alguien me contó.
En febrero de 2009 participó por segunda vez en el Festival de Viña del Mar y 2 meses más tarde fue elegida para interpretar el Himno de Galicia en la toma de posesión del recién elegido presidente de la Junta de Galicia, Alberto Núñez Feijóo, en la Plaza del Obradoiro de Santiago de Compostela, ante miles de personas.
En febrero de 2011, tras superar dos semifinales en Destino Eurovisión, fue elegida por el público como representante de España en el Festival de la Canción de Eurovisión 2011 con la canción Que me quiten lo bailao, con el 68% de los votos.
En marzo de 2011, fue fichada por Warner Music para lanzar un nuevo álbum en abril, titulado Cruzo los dedos, que contenía la canción eurovisiva Que me quiten lo bailao, la otra balada candidata, Abrázame, y algunos de los trabajos de su tercer álbum Volar por los tejados.
En la final del festival de Eurovisión del 14 de mayo de 2011 quedó en 23ª posición con 50 puntos, tras recibir el apoyo de 10 países lo que no le privó de una gran ovación. Desde 2009 el voto se compone un 50% de jurados y otros 50% de televoto.
Ese mismo año ofrece numerosos conciertos durante el verano y presenta las Campanas de Nochevieja desde Santiago de Compostela para la Televisión de Galicia. En 2012 es la presentadora del programa de televisión Heicho cantar, queridiña.

## Premios y nominaciones
Lucía Pérez, entre otras distinciones, ha sido galardonada por la "Enxebre Orden da Vieira" con la distinción "Vieira de Honor a la Calidad Artística", galardón que solamente ostentan un reducido grupo de artistas gallegos, y con el premio "Galicia Sexta Provincia" como artista revelación. Asimismo, su canción Amarás miña terra fue seleccionada en 2007 por la Academia de la Música como candidata finalista a "Mejor canción en gallego" para los Premios de la Música. En la primavera de 2005 ganó el primer premio del “Disco-Pop de Solistas Gallegos” por su trayectoria artística. En 2011 es nominada a personaje gallego del año por el periódico El Progreso.

## Discografía

### Álbumes de estudio
| Año  | Álbum                 | Posiciones | Copias y certificaciones |
| Año  | Álbum                 | Pos. máx.  | Copias y certificaciones |
| ---- | --------------------- | ---------- | ------------------------ |
| 2003 | Amores Y Amores       | —          | Disco de oro Gallego     |
| 2006 | El Tiempo Dirá        | —          | —                        |
| 2009 | Volar Por Los Tejados | —          | —                        |
| 2010 | Dígocho En Galego     | —          | —                        |
| 2011 | Cruzo Los Dedos       | 31         | —                        |
| 2014 | Quita Penas           |            |                          |
| 2018 | Quince Soles          |            |                          |

### Sencillos
| Año  | Sencillo                | Álbum           |
| ---- | ----------------------- | --------------- |
| 2009 | Este Amor es tuyo       | Cruzo los dedos |
| 2011 | Que me quiten lo bailao | Cruzo los dedos |
|      |                         |                 |
|      |                         |                 |